# مايا مجذوب
مايا مجذوب هي سياسية ومحامية لبناني، عملَت رئيسًا للجنة الحوار اللبناني الفلسطيني في الفترة ما بين نوفمبر 2009 حتى يوليو 2011.

## حياته وعمله
مايا مجذوب حاصلتٌ على إجازةٍ في الحقوق، وهي عضو في نقابة المحامين في بيروت، وعضو في لجنة الدفاع عن الحريات العامة في نقابة المحامين، شَغلت سابقًا منصب مستشارة قانونية في وزارة التربية والتعليم العالي، وأشرفت على متابعة العديد من المشاريع، وقدمت الدعم القانوني في عملية تنفيذ المشاريع التربوية، كما تولت أيضًامنصب المستشارة القانونية لمؤسسة الحريري للتنمية الإنسانية المستدامة، وأيضًا تولت مهام المنسق العام للجنة اللبنانية الفلسطينية للحوار والتنمية في صيدا.
عينَت في الفترة ما بين نوفمبر 2009 حتى يوليو 2011 رئيسًا للجنة الحوار اللبناني الفلسطيني بقرارٍ من رئيس مجلس الوزراء سعد الحريري.